# Rasimpaşa (Kadıköy)
Rasimpaşa è una delle 21 mahalle del distretto di Kadıköy, nella parte asiatica di Istanbul.

## Geografia fisica
Il quartiere di Rasimpaşa, che può essere considerato uno dei luoghi più centrali del distretto di Kadıköy, confina con Osmanağa a sud, Hasanpaşa a sud-est, il Mar di Marmara a ovest, Acıbadem a est e il quartiere di Selimiye nel distretto di Üsküdar a nord.

## Monumenti e luoghi di interesse
La stazione di Haydarpaşa e l'hamam di Aziziye si trovano all'interno di questo quartiere.